# Michal Holý
Michal Holý (Plzeň, 29 maggio 1990) è un giocatore di calcio a 5 ceco.

## Carriera
Holý ha disputato il campionato europeo 2016 e la Coppa del Mondo 2021 con la nazionale ceca.